# Gibb River Road
De Gibb River Road is een bijna 660 kilometer lange onverharde weg in de regio Kimberley in het noordwesten van West-Australië.
De weg verbindt Kununurra en Wyndham met Derby. 

## Geschiedenis
In 1948 werd een plan ontwikkeld om bevroren runderkarkassen per vliegtuig vanop het Glennroy Station naar Wyndham te vliegen. Op het station werd een slachterij en snelkoelinstallatie gebouwd en een startbaan aangelegd. Vanop het station vlogen vliegtuigen tweemaal daags naar de kust, vanwaar het bevroren vlees per schip naar de steden in het zuiden werd vervoerd.
Om de vleesindustrie verder te ontwikkelen, en ervan uitgaande dat vliegvervoer niet rendabel zou blijven, subsidieerde de federale overheid in 1949 het aanleggen van wegen. Het daaropvolgende jaar werd begonnen met de aanleg van een weg vanuit Derby, een van vele wegen die gebouwd zouden worden als onderdeel van het "Beef Roads Scheme". Deze zuidelijke sectie, die soms de Derby-Gibb River Road werd genoemd, werd afgewerkt tegen 1956, kostte AU £ 713.677 en werd gebruikt om er levende runderen per vrachtwagen over te vervoeren.
De noordelijke sectie van de weg viel tot 1996 onder de bevoegdheid van de Shire of Wyndham-East Kimberley, waarna 'Main Roads Western Australia' de weg onder haar verantwoordelijkheid kreeg en de weg over zijn hele lengte opwaardeerde.

## Beschrijving
De Gibb River Road is een voormalige route waarlangs men vee voortdreef. De weg loopt door de regio Kimberley, van het kruispunt naar Wyndham en Kununurra nabij de Great Northern Highway in het oosten tot Derby in het westen. De weg kruist de rivier de Gibb niet maar komt in haar nabijheid, daar waar de weg naar Kalumburu aftakt, en is net als de rivier naar ontdekkingsreiziger en geoloog Andrew Gibb Maitland vernoemd. De Gibb River Road is een van twee wegen die de Kimberley doorsnijden. De andere is het meest noordelijke deel van de zuidelijker gelegen Great Northern Highway.
In het regenseizoen, meestal van november tot maart, wordt de weg dikwijls vanwege overstromingen afgesloten. Soms loopt het regenseizoen uit, tot grote ergernis van de toeristische sector en de lokale bevolking die van de weg gebruik maken. Midden jaren 2000 werd de weg tot een tweevaksgrindweg opgewaardeerd, met zelfs enkele geasfalteerde secties. Toch is het, gezien de voorden en wasborden, aangeraden om de weg met een 4x4 te berijden.
Langs de Gibb River Road heeft men panoramische uitzichten over geologische rotsformaties en natuurlijke landschappen, historische pastorale en Aboriginesplaatsen en een soms zeldzame fauna en flora. Toeristische bezienswaardigheden langs de weg zijn onder meer het nationaal park Windjana Gorge, nationaal park Tunnel Creek, Adcock Gorge, Manning Gorge, Galvans Gorge, Lennard Gorge, Bell Gorge en het Wunaamin-Miliwundi-gebergte. Verschillende stations bieden overnachtingsmogelijkheden aan waaronder 'Mount Hart Wilderness Lodge', 'Mount Barnett Station', 'Mount Elizabeth Station', 'Drysdale River Station', 'El Questro Station', 'Ellenbrae Station' en 'Charnley River Station'.
De Gibb River Road wordt ook State Route 152 genoemd.

## Galerij

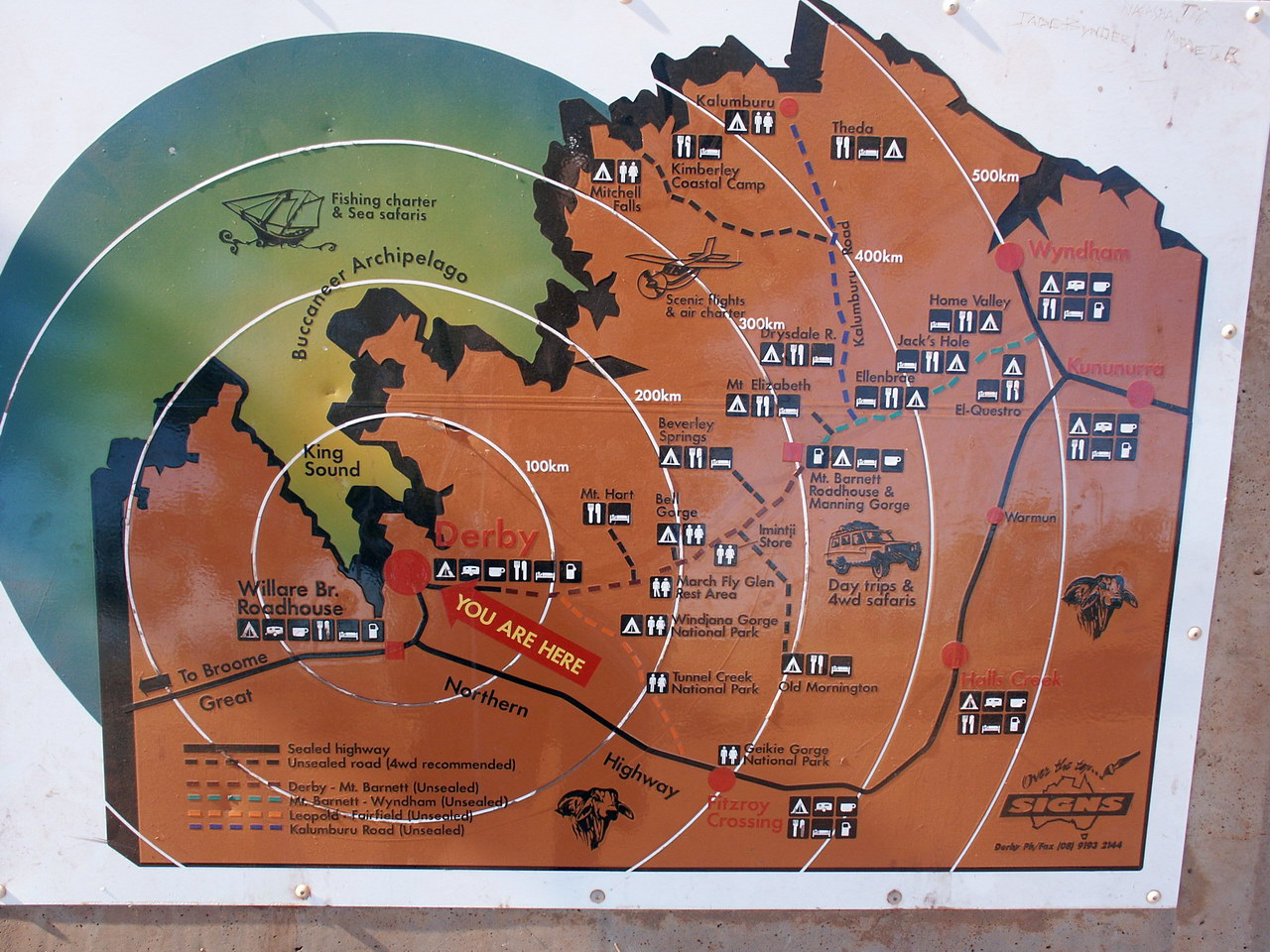
toeristische kaart
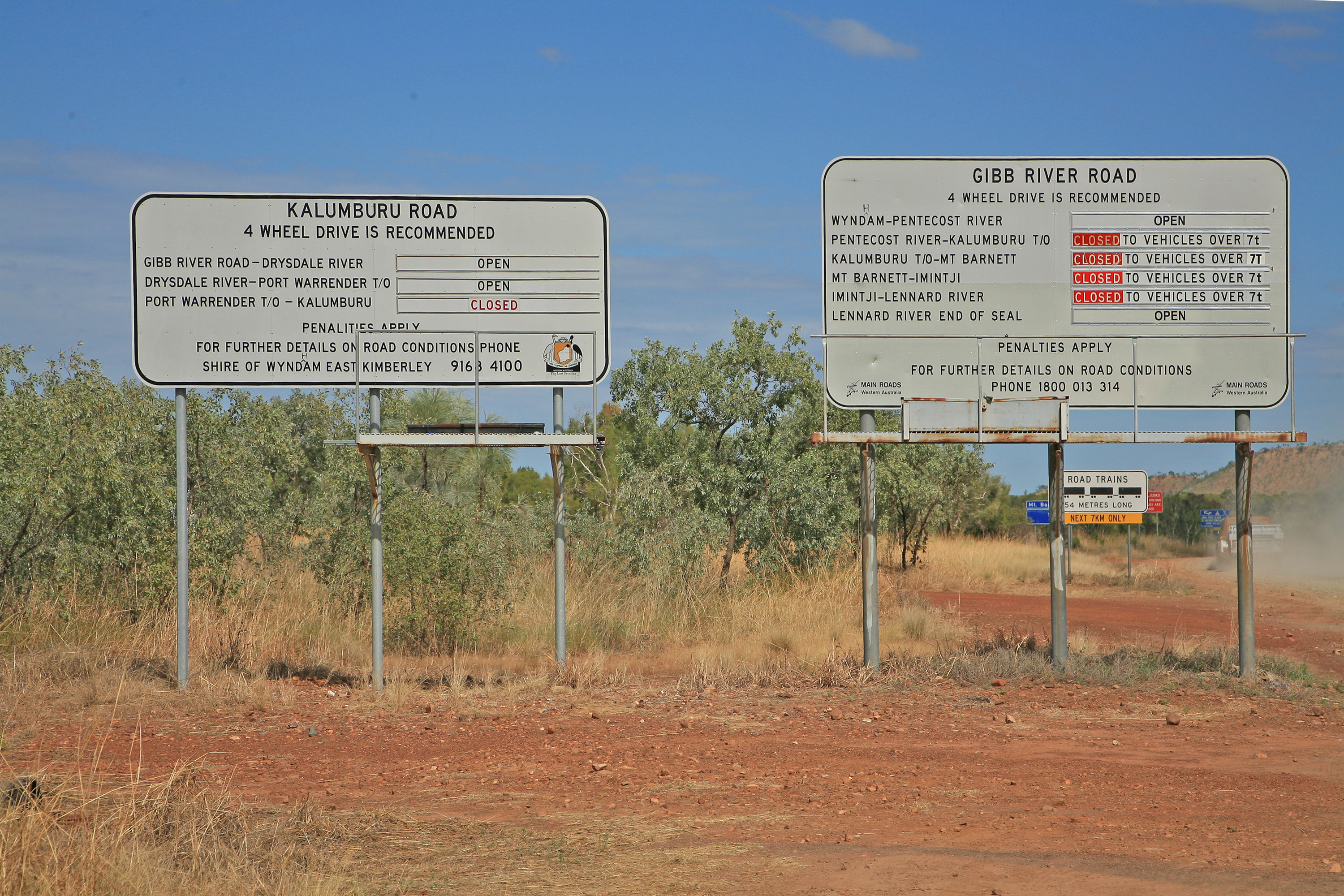
verkeersborden berijdbaarheid weg
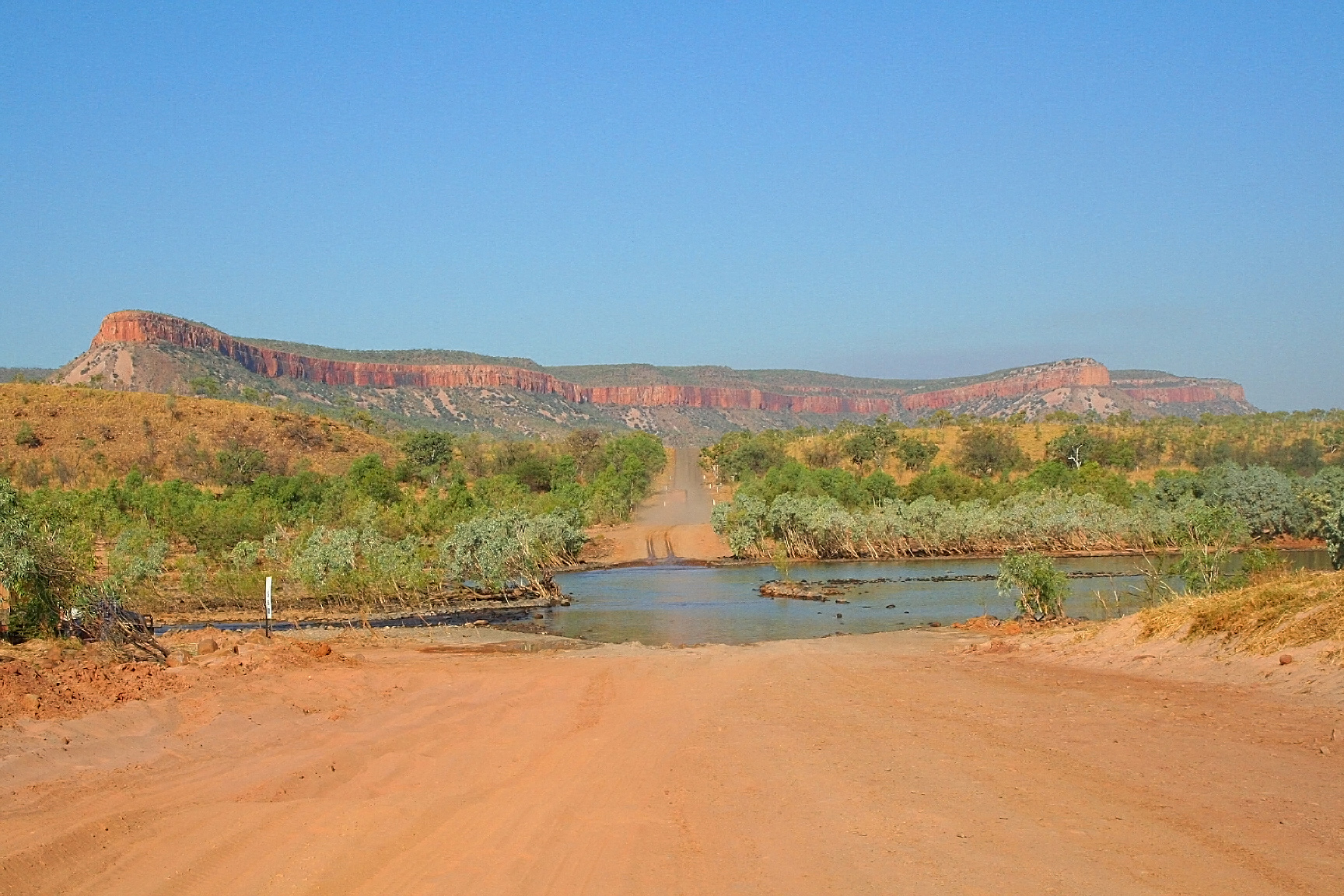
kruising met de rivier de Pentecost
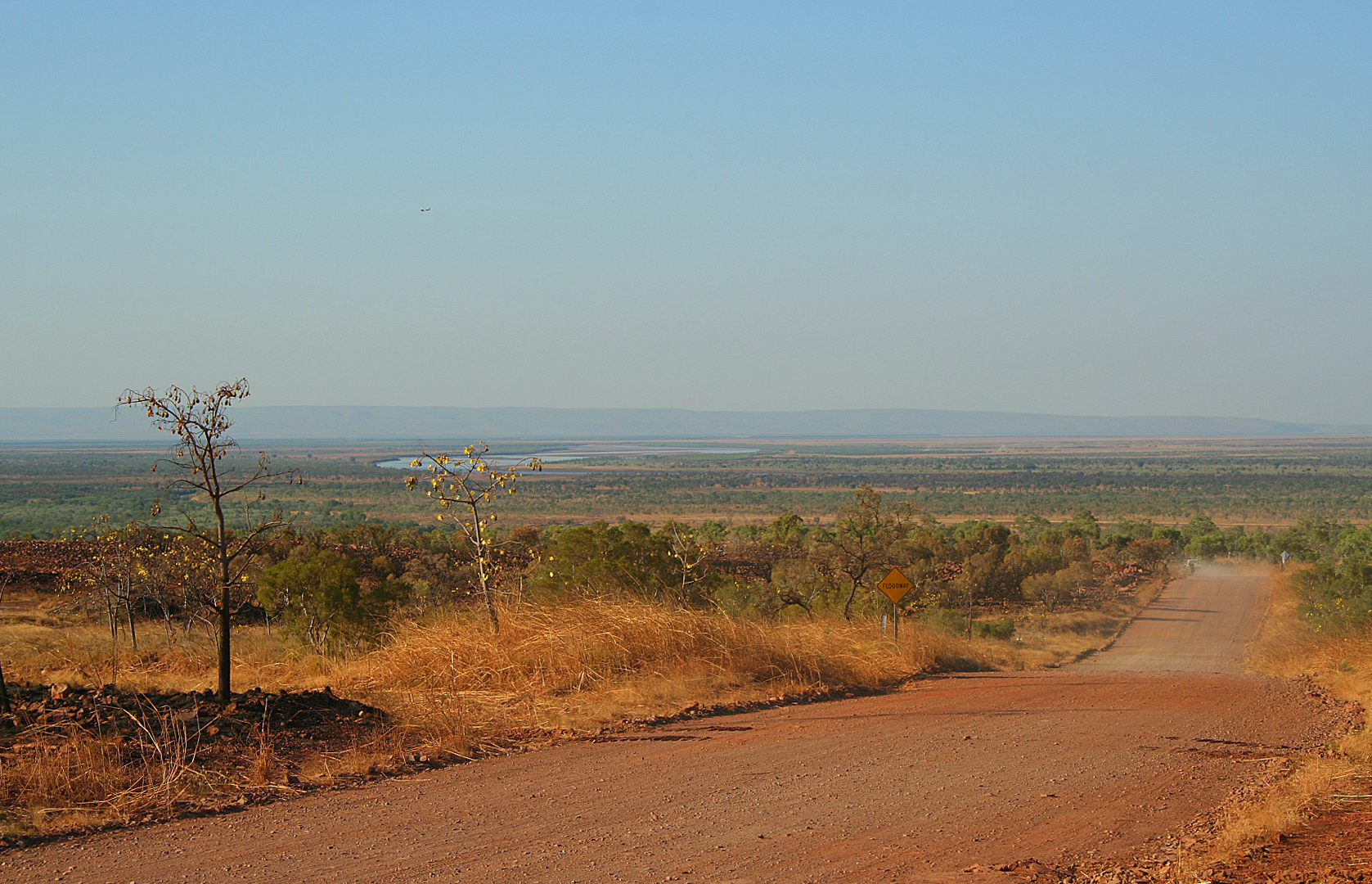
uitzicht
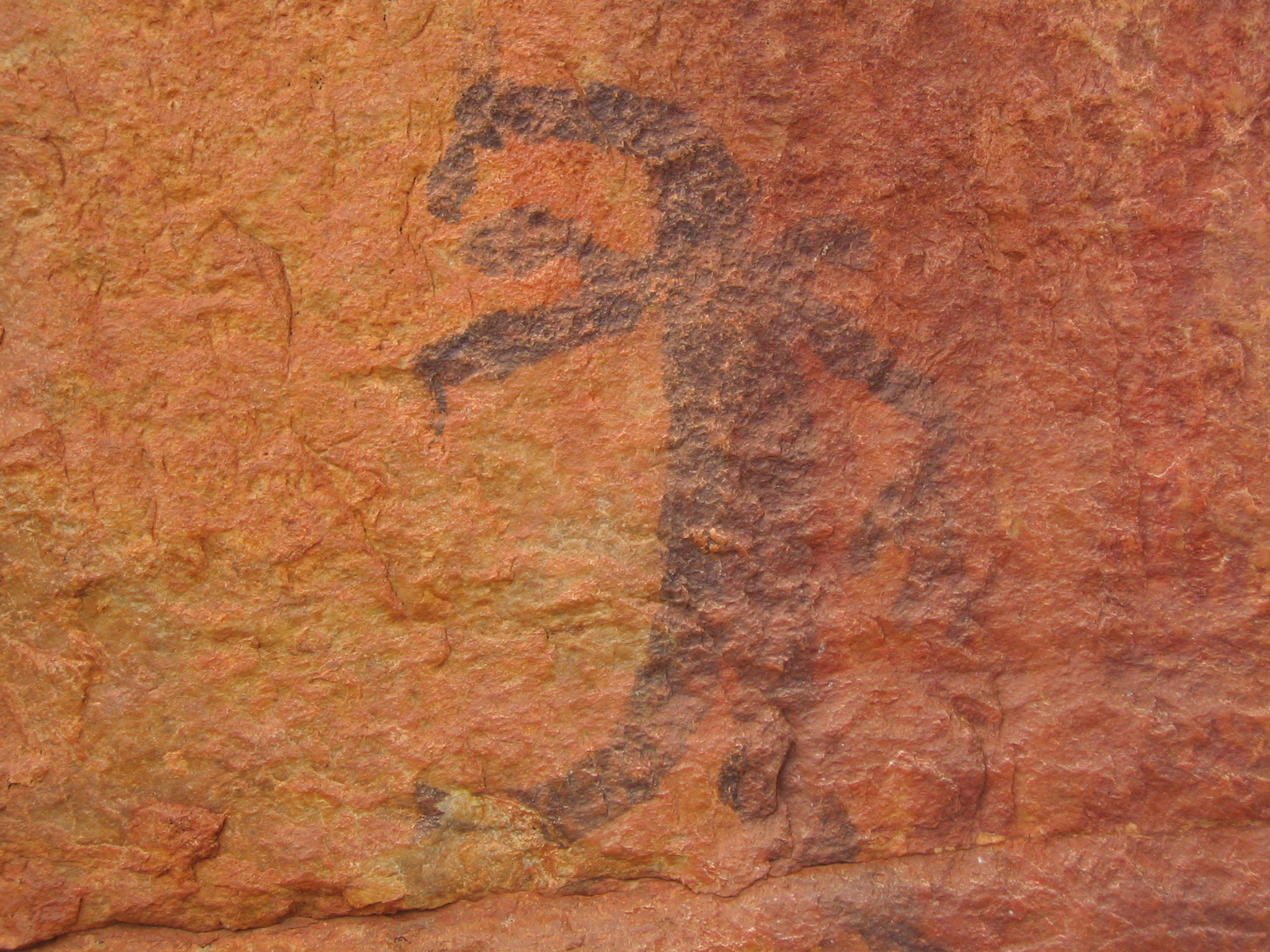
Aborigines' rotstekening